# کالبد اثیری

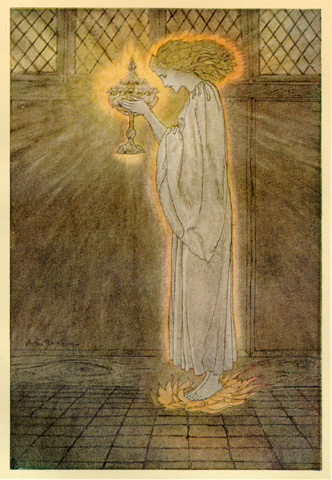
جام مقدس، اثر آرتور راکهام ۱۹۱۷

کالبد اَثیری اصطلاحی در عرفان جدید است که به اولین یا زیرین‌ترین لایه از «میدان انرژی انسانی» یا هاله پیرامون انسان گفته می‌شود. گفته می‌شود که این لایه در ارتباط مستقیم با بدن فیزیکی است و به عنوان نگهدارندهٔ جسم و پیوند دهندهٔ آن با بدن‌های «سطح بالاتر» عمل می‌کند.